# Gobierno de la Alemania nazi
El Gobierno de la Alemania nazi fue un Estado autoritario y unipartidista que gobernó Alemania entre 1933 y 1945, basado en el Principio del Führer (Führerprinzip). Como sucesor del gobierno de la República de Weimar, heredó la estructura del gobierno y las instituciones del estado anterior. Aunque la Constitución de Weimar técnicamente permaneció vigente hasta la rendición de Alemania en 1945, no hubo restricciones reales sobre el ejercicio del poder estatal, ya que tras la promulgación de la Ley habilitante, Hitler logró obtener poder para emitir y redactar leyes sin la aprobación del Reichstag, infringiendo la constitución. Además del gobierno ya existente de la República de Weimar, el liderazgo nacionalsocialista creó una gran cantidad de organizaciones diferentes con el propósito de ayudarlas a gobernar y permanecer en el poder. Rearmaron y fortalecieron a los militares, establecieron un extenso aparato de seguridad estatal y crearon su propio ejército personal del partido, que en 1940 se conoció como las Waffen-SS. 
Los nacionalsocialistas una vez establecidos en el poder lograron acaparar todos los ámbitos políticos, sociales y culturales de Alemania. Gobernando el país con un fuerte nacionalismo, militarismo, anticomunismo, anticapitalismo y antisemitismo, eliminando de la vida cotidiana todo lo que consideraban 'degenerado' y nocivo para el pueblo alemán. A pesar del violento periodo en el que se encontraba, en base a logros obtenidos, el apoyo del pueblo y la propaganda supo mantenerse y controlar el poder con eficacia durante más de 12 años.

## Trabajando hacia el Führer

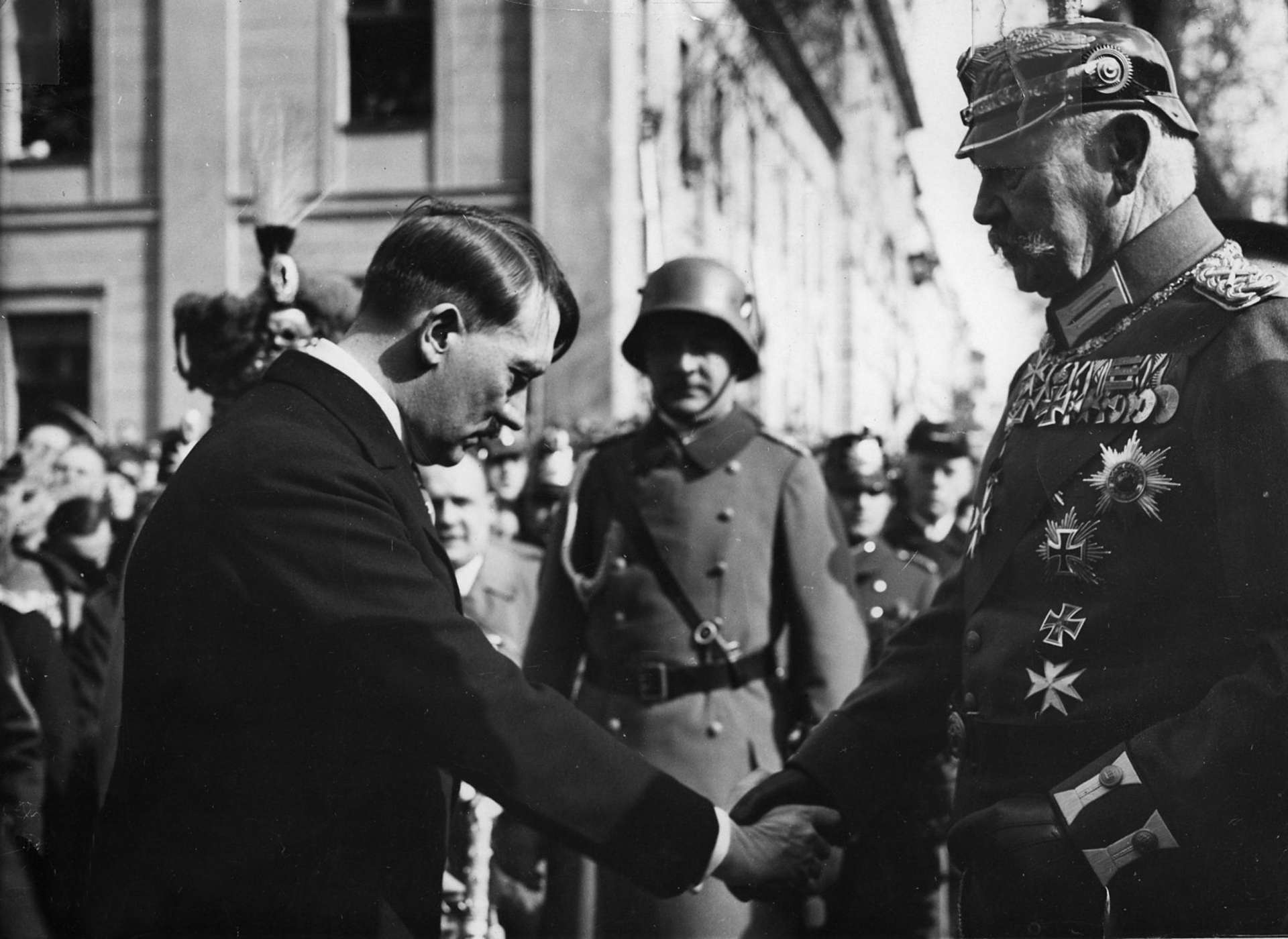
Hitler y Hindenburg, marzo de 1933.

El 30 de enero de 1933, el presidente Paul von Hindenburg nombró a Adolf Hitler como canciller de Alemania. Este evento se conoce como Machtergreifung (toma del poder). Una vez en el cargo, Hitler decretó nuevas elecciones. Poco tiempo antes de los comicios, el edificio del Reichstag fue incendiado (véase Incendio del Reichstag) supuestamente por un comunista holandés, Van der Lubbe. Esto promovió arrestos masivos de comunistas por todo el país, incluyendo a los diputados comunistas del parlamento y finalmente, tras  las nuevas elecciones, el NSDAP obtuvo una victoria contundente. En los meses siguientes, el Partido Nacionalsocialista utilizó un proceso denominado Gleichschaltung (coordinación) para poner rápidamente todos los aspectos de la vida bajo el control del partido. Todas las organizaciones civiles, incluidos los grupos agrícolas, las organizaciones de voluntarios y los clubes deportivos, fueron reemplazados por líderes simpatizantes o miembros del partido. Para junio de 1933, prácticamente las únicas organizaciones no controladas por el NSDAP eran el ejército y las iglesias. Para 1939, la membresía del partido era obligatoria para todos los funcionarios del servicio civil. Hitler gobernó Alemania de manera autocrática al afirmar el Führerprinzip (principio del líder), que exigía la obediencia absoluta de todos los subordinados. El Führerprinzip reemplazaba así a un gobierno débil, inepto y corrupto, por otro poderoso, pasando a transformarse la voluntad del Führer en ley. Él veía la estructura del gobierno como una pirámide, consigo mismo, el líder infalible, en la cúspide. El rango en el partido no estaba determinado por las elecciones; los puestos fueron ocupados por nombramiento de aquellos de mayor rango. El partido utilizó la propaganda para desarrollar un culto a la personalidad en torno a Hitler y al gobierno.
Los altos funcionarios informaron a Hitler y siguieron sus políticas, pero tenían una autonomía considerable. Se esperaba que los funcionarios "trabajaran hacia el Führer" - tomaran la iniciativa de promover políticas y acciones acordes con sus deseos y los objetivos del partido, sin que Hitler tuviese que involucrarse en el funcionamiento diario del país. A menudo difería la toma de decisiones, evitaba una delegación clara y permitía a los subordinados competir entre sí, especialmente en los años anteriores a la guerra. El gobierno no era un cuerpo coordinado y cooperante, sino más bien una colección desorganizada de facciones lideradas por miembros de la élite del partido que luchaban por acumular poder y ganar el favor del Führer.
El sistema de gobierno se formó mediante el cual los principales funcionarios nacionalsocialistas se vieron obligados a interpretar los discursos, comentarios y escritos de Hitler sobre las políticas gubernamentales y convertirlos en programas y legislación. Hitler generalmente no daba órdenes por escrito; en su lugar, los comunicó verbalmente o los transmitió a través de su asociado cercano, Martin Bormann. Le confió a Bormann sus documentos, citas y finanzas personales; Bormann usó su posición para controlar el flujo de información y el acceso a Hitler. El gabinete de Hitler nunca se reunió después de 1938, y desalentó a sus ministros de reunirse independientemente.
El estilo de liderazgo de Hitler era dar órdenes contradictorias a sus subordinados y colocarlos en posiciones donde sus deberes y responsabilidades se superponían con los de los demás, para que "el más fuerte [haga] el trabajo". De esta manera, Hitler fomentó la desconfianza, la competencia y las luchas internas entre sus subordinados para consolidar y maximizar su propio poder.
El proceso permitió a los nacionalsocialistas más inescrupulosos y ambiciosos salirse con la suya para implementar los elementos más radicales y extremos de la ideología de Hitler, como el antijudaísmo, y al hacerlo ganar el favor político. Estaba protegido por la efectiva máquina de propaganda del Dr. Joseph Goebbels, que retrataba a Hitler como un líder heroico e infalible. Además, el gobierno fue retratado como un equipo dedicado, obediente y eficiente. Mediante sucesivos decretos del Reichsstatthalter, los estados alemanes fueron politizados siendo reemplazados por provincias nacionalsocialistas llamadas Gaue las cuales eran dirigidas por un Gauleiter (líder de zona). 
Después de junio de 1941, a medida que avanzaba la Segunda Guerra Mundial, Hitler se preocupó por asuntos militares y pasó la mayor parte de su tiempo en su cuartel general militar en el Frente Oriental. Esto llevó a Hitler a confiar cada vez más en Bormann para manejar las políticas internas del país. El 12 de abril de 1943, Hitler nombró oficialmente a Bormann como Secretario personal del Führer. En este momento, Bormann tenía control de facto sobre todos los asuntos internos, y este nuevo nombramiento le dio el poder de actuar a título oficial en cualquier asunto.
La opinión histórica se divide entre "intencionalistas" que creen que Hitler creó este sistema como el único medio para garantizar tanto la lealtad total y la dedicación de sus partidarios, como la imposibilidad de una conspiración; y los "estructuralistas" que creen que el sistema evolucionó por sí mismo y fue una limitación del poder totalitario de Hitler. 
La organización del Estado nacionalsocialista fue la siguiente:

## Gabinete
La administración del Tercer Reich contó con tres gabinetes, de los cuales el más destacado fue el de Hitler que inició el 30 de enero de 1933, cuando Hitler fue nombrado canciller y culminó el 30 de abril de 1945 cuando éste se suicidó. Antes de suicidarse, Hitler redactó un testamento político en el cual designaba al Ministro de Propaganda Joseph Goebbels como su sucesor en el cargo de Reichskanzler (Canciller del Reich) y, al Großadmiral Karl Dönitz como Reichspräsident (Presidente del Reich). Goebbels se encargó de crear el nuevo gabinete para dirigir Alemania en los últimos meses, el cual tuvo un corto período de duración ya que Goebbels se suicidó el 1 de mayo, antes de que esto aconteció Goebbels designó como canciller a Lutz Schwerin von Krosigk, quien armó su gabinete dirigido por Dönitz en el llamado Gobierno de Flensburgo durante los últimos días del Reich. 
A continuación se presenta el Gabinete Hitler:
| Cargo                                                                             | Titular                                                    | Periodo                                       | Partido                              |
| --------------------------------------------------------------------------------- | ---------------------------------------------------------- | --------------------------------------------- | ------------------------------------ |
| Führer                                                                            | Adolf Hitler                                               | 2 de agosto de 1934 – 30 de abril de 1945     | NSDAP                                |
| Canciller, (Reichskanzler, desde 1934)                                            | Adolf Hitler                                               | 30 de enero de 1933 – 30 de abril de 1945     | NSDAP                                |
| Vicecanciller                                                                     | Franz von Papen                                            | 30 de enero de 1933 – 7 de agosto de 1934     | Ninguno (Centro hasta 1932)          |
| Vicecanciller                                                                     | Hermann Göring                                             | 10 de febrero de 1941 – 23 de abril de 1945   | NSDAP                                |
| Ministro de Asuntos Exteriores                                                    | Konstantin von Neurath                                     | 30 de enero de 1933 – 4 de febrero de 1938    | Ninguno (NSDAP desde 1937)           |
| Ministro de Asuntos Exteriores                                                    | Joachim von Ribbentrop                                     | 4 de febrero de 1938 – 30 de abril de 1945    | NSDAP                                |
| Ministro del Interior                                                             | Wilhelm Frick                                              | 30 de enero de 1933 – 20 de agosto de 1943    | NSDAP                                |
| Ministro del Interior                                                             | Heinrich Himmler                                           | 24 de agosto de 1943 – 30 de abril de 1945    | NSDAP                                |
| Ministro de Finanzas                                                              | Lutz Graf Schwerin von Krosigk                             | 30 de enero de 1933 – 30 de abril de 1945     | Ninguno (NSDAP desde 1937)           |
| Ministro de Justicia                                                              | Franz Gürtner †                                            | 30 de enero de 1933 – 29 de enero de 1941     | DNVP (NSDAP desde 1937)              |
| Ministro de Justicia                                                              | Franz Schlegelberger (provisorio)                          | 29 de enero de 1941 – 24 de agosto de 1942    | NSDAP                                |
| Ministro de Justicia                                                              | Otto Georg Thierack                                        | 24 de agosto de 1942 – 30 de abril de 1945    | NSDAP                                |
| Ministro del Reichswehr (desde 1935: de Guerra)                                   | Werner von Blomberg                                        | 30 de enero de 1933 – 5 de febrero de 1938    | Ninguno                              |
| Ministro del Reichswehr (desde 1935: de Guerra)                                   | Wilhelm Keitel (como jefe del OKW)                         | 5 de febrero de 1938 – 30 de abril de 1945    | Ninguno                              |
| Ministro de Economía                                                              | Alfred Hugenberg                                           | 30 de enero de 1933– 29 de junio de 1933      | DNVP                                 |
| Ministro de Economía                                                              | Kurt Schmitt                                               | 29 de junio de 1933 – 3 de agosto de 1934     | NSDAP                                |
| Ministro de Economía                                                              | Hjalmar Schacht                                            | 3 de agosto de 1934 – 26 de noviembre de 1937 | Ninguno (NSDAP desde 1937)           |
| Ministro de Economía                                                              | Hermann Göring                                             | 26 de noviembre de 1937 – 15 de enero de 1938 | NSDAP                                |
| Ministro de Economía                                                              | Walther Funk                                               | 5 de febrero de 1938 – 30 de abril de 1945    | NSDAP                                |
| Ministro de Agricultura                                                           | Alfred Hugenberg                                           | 30 de enero de 1933– 29 de junio de 1933      | DNVP                                 |
| Ministro de Agricultura                                                           | Richard Walther Darré                                      | 29 de junio de 1933 – 23 de mayo de 1942      | NSDAP                                |
| Ministro de Agricultura                                                           | Herbert Backe                                              | 23 de mayo de 1942 - 30 de abril de 1945      | NSDAP                                |
| Ministro de Trabajo                                                               | Franz Seldte                                               | 30 de enero de 1933 – 30 de abril de 1945     | NSDAP (desde el 30 de abril de 1933) |
| Ministro de Asuntos Postales                                                      | Paul Freiherr von Eltz-Rübenach                            | 30 de enero de 1933 – 2 de febrero de 1937    | Ninguno                              |
| Ministro de Asuntos Postales                                                      | Wilhelm Ohnesorge                                          | 2 de febrero de 1937 – 30 de abril de 1945    | NSDAP                                |
| Ministro de Transporte                                                            | Paul Freiherr von Eltz-Rübenach                            | 30 de enero de 1933 – 2 de febrero de 1937    | Ninguno                              |
| Ministro de Transporte                                                            | Julius Dorpmüller                                          | 2 de febrero de 1937 – 30 de abril de 1945    | Ninguno (NSDAP desde 1941)           |
| Ministro del Reich para la Ilustración Pública y Propaganda                       | Joseph Goebbels                                            | 13 de marzo de 1933 – 30 de abril de 1945     | NSDAP                                |
| Ministro de Aviación                                                              | Hermann Göring                                             | 5 de mayo de 1933 – 24 de abril de 1945       | NSDAP                                |
| Ministro de Ciencia, Educación y Cultura                                          | Bernhard Rust                                              | 1 de mayo de 1934 – 30 de abril de 1945       | NSDAP                                |
| Ministro de Asuntos Eclesiásticos                                                 | Hanns Kerrl †                                              | 16 de julio de 1935 – 15 de diciembre de 1941 | NSDAP                                |
| Ministro de Asuntos Eclesiásticos                                                 | Hermann Muhs (provisional)                                 | 15 de diciembre de 1941 – 30 de abril de 1945 | NSDAP                                |
| Ministro de Armamento y Municiones (desde 1943: de Armamento y Producción Bélica) | Fritz Todt †                                               | 17 de marzo de 1940 – 8 de febrero de 1942    | NSDAP                                |
| Ministro de Armamento y Municiones (desde 1943: de Armamento y Producción Bélica) | Albert Speer                                               | 8 de febrero de 1942 – 30 de abril de 1945    | NSDAP                                |
| Ministro del Reich para los Territorios ocupados del Este                         | Alfred Rosenberg                                           | 17 de noviembre de 1941 - 30 de abril de 1945 | NSDAP                                |
| Ministro de Estado de Bohemia y Moravia                                           | Karl Hermann Frank                                         | 20 de agosto de 1943 - 30 de abril de 1945    | NSDAP                                |
| Ministros sin cartera (desde 1938: Ministros del Reich)                           | Hermann Göring                                             | 30 de enero de 1933 - 28 de abril de 1933     | NSDAP                                |
| Ministros sin cartera (desde 1938: Ministros del Reich)                           | Ernst Röhm (Comandante de las SA) †                        | 1 de diciembre de 1933 - 1 de julio de 1934   | NSDAP                                |
| Ministros sin cartera (desde 1938: Ministros del Reich)                           | Rudolf Hess (Secretario del Führer)                        | 1 de diciembre de 1933 - 10 de mayo de 1941   | NSDAP                                |
| Ministros sin cartera (desde 1938: Ministros del Reich)                           | Hanns Kerrl                                                | 16 de abril de 1934 - 18 de julio de 1935     | NSDAP                                |
| Ministros sin cartera (desde 1938: Ministros del Reich)                           | Hans Frank (Gobernador general desde 1939)                 | 19 de diciembre de 1934 - 30 de abril de 1945 | NSDAP                                |
| Ministros sin cartera (desde 1938: Ministros del Reich)                           | Hjalmar Schacht                                            | 26 de noviembre de 1937 - 22 de enero de 1943 | NSDAP                                |
| Ministros sin cartera (desde 1938: Ministros del Reich)                           | Otto Meissner (Jefe de la Cancillería presidencial)        | 1 de diciembre de 1937 - 30 de abril de 1945  | NSDAP                                |
| Ministros sin cartera (desde 1938: Ministros del Reich)                           | Hans Lammers (Jefe de la Cancillería del Reich)            | 1 de diciembre de 1937 - 30 de abril de 1945  | NSDAP                                |
| Ministros sin cartera (desde 1938: Ministros del Reich)                           | Arthur Seyss-Inquart                                       | 1 de mayo de 1939 - 30 de abril de 1945       | NSDAP                                |
| Ministros sin cartera (desde 1938: Ministros del Reich)                           | Martin Bormann (Jefe de la Cancillería del NSDAP)          | 12 de mayo de 1941 - 30 de abril de 1945      | NSDAP                                |
| Ministros sin cartera (desde 1938: Ministros del Reich)                           | Wilhelm Frick (Protector del Reich)                        | 24 de agosto de 1943 – 30 de abril de 1945    | NSDAP                                |
| Ministros sin cartera (desde 1938: Ministros del Reich)                           | Konstantin Hierl (Líder del Servicio de Trabajo del Reich) | 24 de agosto de 1943 – 30 de abril de 1945    | NSDAP                                |

### Oficinas
- Oficina de la Cancillería del Partido (Martin Bormann)
- Oficina de la Cancillería del Reich (Hans Lammers)
- Cancillería del Führer (Philip Bouhler)
- Oficina de la Cancillería Presidencial (Otto Meissner)
- Secretario personal del Führer (Rudolf Hess)
- Consejo de Gabinete Privado (Konstantin von Neurath)
- Consejo de Ministros para la Defensa del Reich (Hermann Göring)

## Oficinas del Reich
- Oficina del Plan Cuatrienal (Hermann Göring)
- Oficina del Maestro Forestal del Reich (Hermann Göring)
- Oficina de la Juventud del Reich (Baldur von Schirach y Artur Axmann)
- Oficina del Tesoro del Reich (Franz Xaver Schwarz)
- Inspector General del Reich de Carreteras (Fritz Todt)
- Inspector General de la Capital del Reich (Albert Speer)
- Inspector General de Agua y Energía (Fritz Todt, Albert Speer)
- Presidente del Banco del Reich (Hjalmar Schacht y Walther Funk)
- Consejero de la Capital del Movimiento (Múnich, Baviera) (Hermann Giesler)
- Frente Alemán del Trabajo (Robert Ley)
  - Organización Nacionalsocialista de Células de las Empresas (Walter Schuhmann)
  - Fuerza a Través de la Alegría
- Plenipotenciario General para el Empleo de la Mano de Obra (Fritz Sauckel)

## Ministerios del Reich

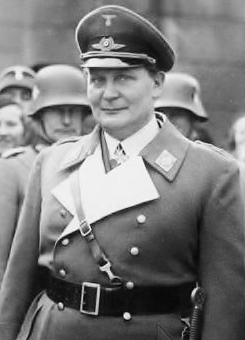
El comandante de la Luftwaffe, Hermann Göring era el segundo hombre más poderoso del gobierno detrás de Hitler.

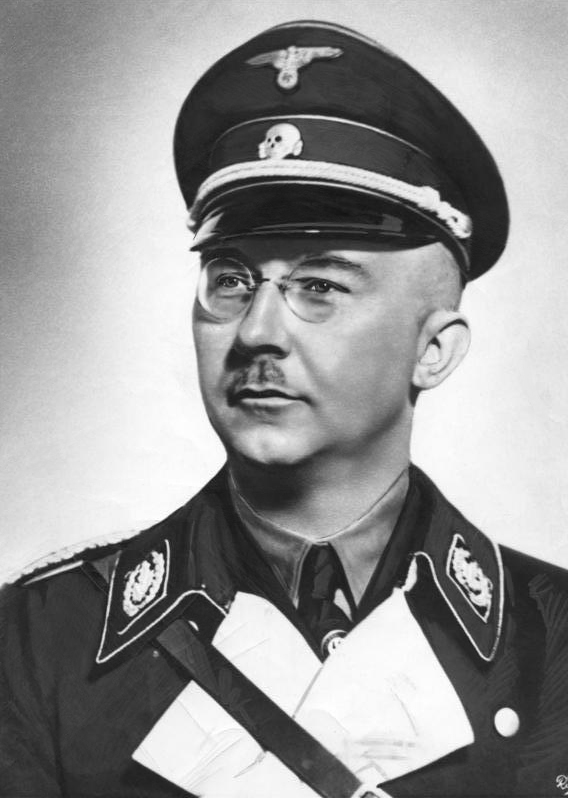
Heinrich Himmler, Reichsführer-SS y Reichsminister de Interior era el tercer hombre más poderoso del gobierno, luego de Göring y Hitler.

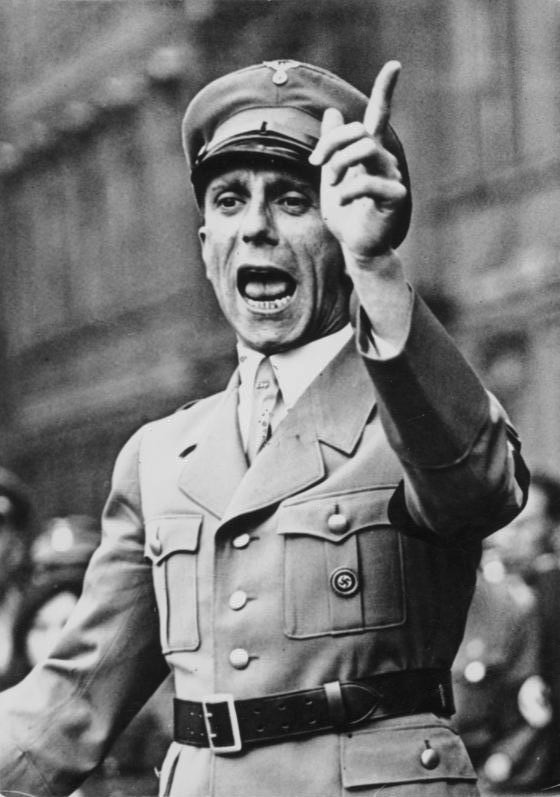
El Dr. Joseph Goebbels era el encargado de la maquinaria propagandística del gobierno y el partido.

- Ministerio de Asuntos Exteriores del Reich (Konstantin von Neurath y Joachim von Ribbentrop)
- Ministerio del Interior del Reich (Wilhelm Frick, Heinrich Himmler, Paul Giesler y Wilhelm Stuckart)
- Ministerio del Reich para la Ilustración y Propaganda (Joseph Goebbels y Werner Naumann)
- Ministerio de Aviación del Reich (Hermann Göring) 
  - Liga Nacional para la Protección contra Ataques Aéreos (Reichsluftschutzbund)
- Ministerio de Finanzas del Reich (Lutz Schwerin von Krosigk)
- Ministerio de Justicia del Reich (Franz Gürtner, Franz Schlegelberger y Otto Thierack)
- Ministerio de Economía del Reich (Alfred Hugenberg, Kurt Schmitt, Hjalmar Schacht, Hermann Göring y Walther Funk)
- Ministerio de Alimentación y Agricultura del Reich (Richard Walther Darré y Herbert Backe)
- Ministerio de Trabajo del Reich (Franz Seldte)
- Ministerio de Ciencia, Educación y Cultura del Reich (Bernhard Rust)
- Ministerio de Asuntos Eclesiásticos del Reich (Hanns Kerrl, Hermann Muhs)
- Ministerio de Transporte del Reich (Paul Freiherr von Eltz-Rübenach y Julius Dorpmüller) 
  - Comisión del Reich para la Navegación Oceánica (Karl Kaufmann)
- Ministerio de Asuntos Postales del Reich (Paul Freiherr von Eltz-Rübenach y Wilhelm Ohnesorge)
- Ministerio de Armamento y Municiones del Reich (Fritz Todt, Albert Speer y Karl Saur)
- Ministros sin cartera (Konstantin von Neurath, Hans Frank, Hjalmar Schacht, Arthur Seyss-Inquart, Martin Bormann)

## Administradores estatales y provinciales
- Reichsstatthalter en los estados alemanes

- Oberpräsidenten en las provincias prusianas

## Autoridades de ocupación

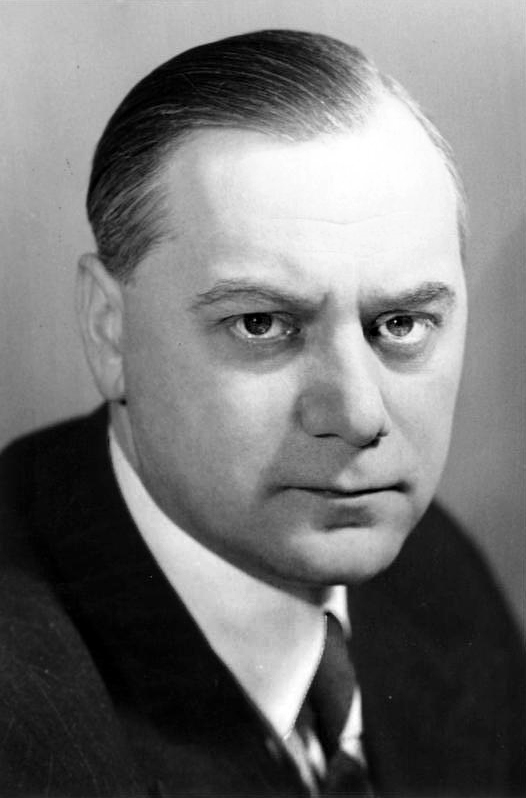
Alfred Rosenberg además de ser ministro de los territorios ocupados del Este, fue también líder de la oficina de asuntos exteriores del NSDAP y comisario para la supervisión de la educación intelectual e ideología del NSDAP.

- Ministerio del Reich para los Territorios Ocupados del Este (Alfred Rosenberg)
- Gobierno General de Polonia (Hans Frank)
- Protectorado del Reich de Bohemia y Moravia (Konstantin von Neurath y Wilhelm Frick) 
  - Delegado del Reich para el Protectorado de Bohemia y Moravia (Reinhard Heydrich, Kurt Daluege)
- Oficina del Gobernador Militar de Francia (Otto von Stülpnagel y Carl-Heinrich von Stülpnagel)
- Reichskommissariat para los Territorios Noruegos Ocupados (Josef Terboven)
- Reichskommissariat para los Territorios de los Países Bajos Ocupados (Arthur Seyss-Inquart)
- Reichskommissariat de Bélgica y Norte de Francia (Josef Grohé)
- Reichskommissariat Ostland (Hinrich Lohse, Erich Koch)
- Reichskommissariat Ukraine (Erich Koch)
- Área de administración civil de Lorena (Josef Bürckel, Willi Stöhr)
- Área de administración civil de Luxemburgo (Gustav Simon)
- Área de administración civil de la Baja Estiria (Siegfried Uiberreither)
- Distrito de Alta Carniola (Friedrich Rainer)
- Distrito de Bialystok (Erich Koch)

## Poder Legislativo
- Reichstag

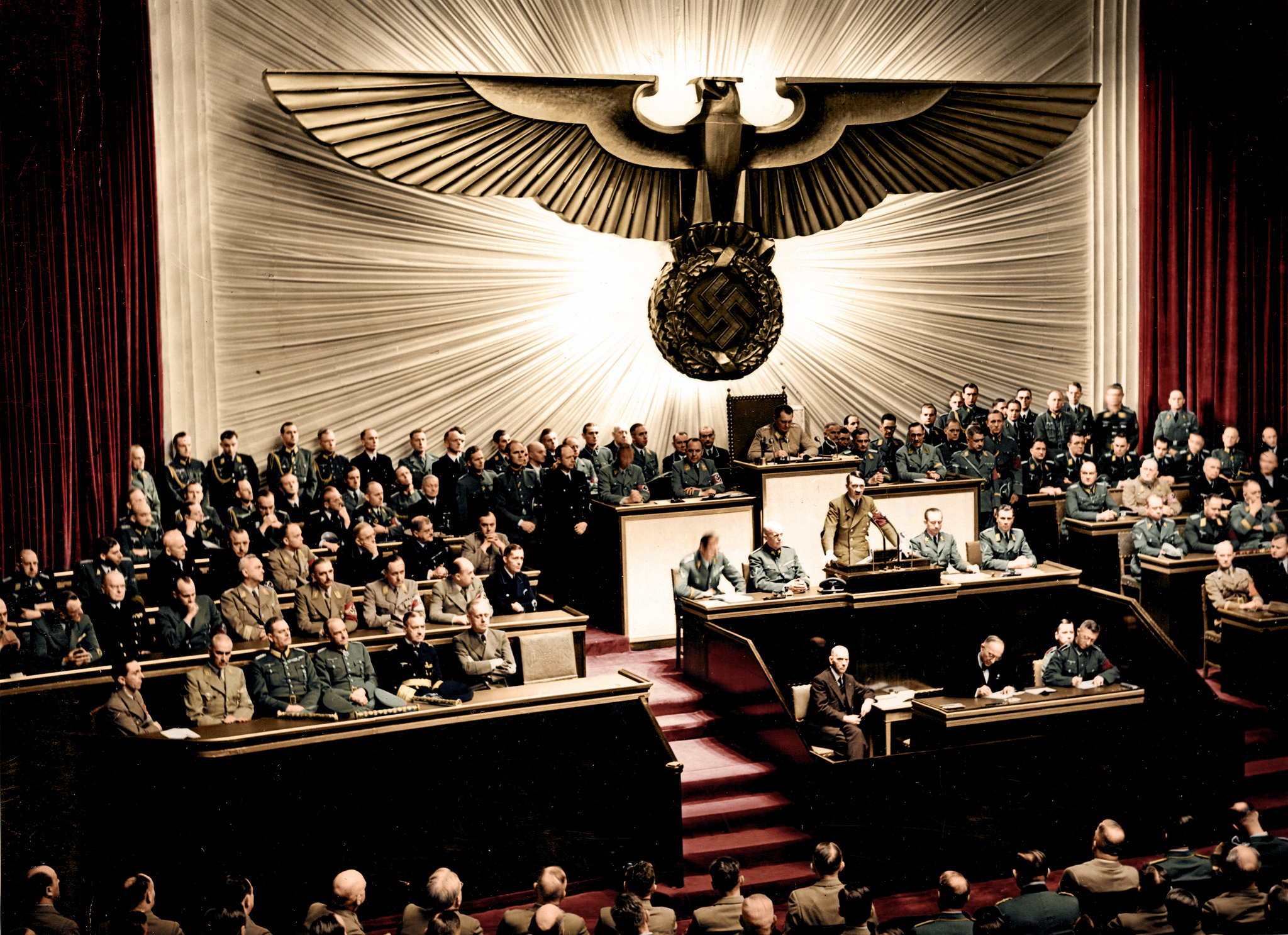
Tras la promulgación de la Ley Habilitante y el Decreto del Incendio del Reichstag, el Reichstag quedó prácticamente obsoleto de sus funciones, por lo cual se usó solo para mítines y discursos de Hitler y el NSDAP.

  - Presidente del Reichstag: Hermann Göring
- Reichsrat (disuelto el 14 de febrero de 1934)

Hay que tener en cuenta que no sirve de nada hablar de una poder legislativo en un Estado totalitario, donde no hay separación de poderes. Por ejemplo, desde 1933, el Reichsregierung (Gabinete del Reich) pudo promulgar la Reichsgesetze (Ley de estatutos) sin respetar la constitución de 1919.

## Poder Judicial

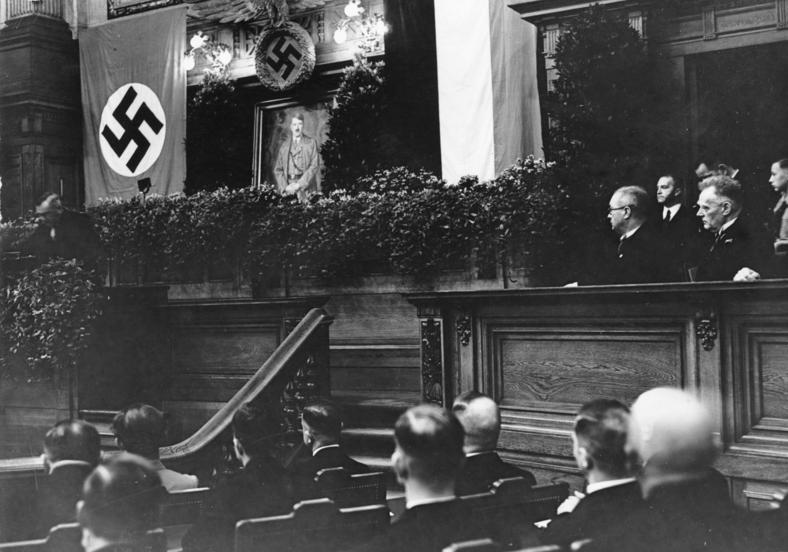
El 'Tribunal del Pueblo'.

La mayoría de las estructuras judiciales y los códigos legales de la República de Weimar permanecieron en uso durante la era nacionalsocialista, pero se produjeron cambios significativos en los códigos judiciales, así como cambios significativos en las decisiones judiciales. La mayoría de los derechos humanos de la constitución de la República de Weimar fueron deshabilitados por varias Reichsgesetze (Leyes de Reich). Varias minorías, políticos de oposición y prisioneros de guerra fueron privados de la mayoría de sus derechos y responsabilidades. El plan para aprobar un Volksstrafgesetzbuch (Código de justicia penal del pueblo) surgió poco después de 1933, pero no se hizo realidad hasta el final de la Segunda Guerra Mundial. 
Como un nuevo tipo de tribunal, el Volksgerichtshof (Tribunal del Pueblo) se estableció en 1934 y solo se ocupaba de casos de importancia política. De 1934 a 1945, el tribunal condenó a 10.980 personas a prisión e impuso la pena de muerte a 5.179 más que fueron condenados por alta traición. Aproximadamente 1.000 fueron absueltos. Su miembro más destacado fue Roland Freisler, quien dirigió la corte desde agosto de 1942 hasta febrero de 1945. Después de que terminó la guerra, algunos juristas sobrevivientes fueron juzgados, condenados y condenados como criminales de guerra.

## Organización militar
Wehrmacht  –    Fuerza de Defensa

Bandera de guerra del Reich y la bandera de la Kriegsmarine.

OKW  –    Alto Mando de la Fuerza de Defensa
Jefe del Mando Supremo de las Fuerzas Armadas  –  Mariscal de campo (Generalfieldmarschall) Wilhelm Keitel
Jefe del Personal de Operaciones  –  Coronel General (Generaloberst) Alfred Jodl
Heer  –    Ejército 
OKH  –    Alto Mando del Ejército
Comandantes en Jefe del Ejército 
Coronel General (Generaloberst) Werner von Fritsch (1935 a 1938)
General Mariscal de campo (Generalfeldmarschall) Walther von Brauchitsch (1938 a 1941)
Führer y Canciller del Reich Adolf Hitler (1941 a 1945)
General Mariscal de campo (Generalfieldmarschall) Ferdinand Schörner (1945)
Kriegsmarine  –    Armada 
OKM  –    Alto Mando de la Armada
Comandantes en Jefe de la Armada 
Gran Almirante (Großadmiral) Erich Raeder (1928-1943)
Gran Almirante (Großadmiral) Karl Dönitz (1943-1945)
Almirante General Hans-Georg von Friedeburg (1945)
Luftwaffe  –    Fuerza Aérea 
OKL  –    Alto Mando de la Fuerza Aérea 
Reichsluftschutzbund (Auxiliar de la Fuerza Aérea)
Comandantes en Jefe de la Fuerza Aérea 
Mariscal del Reich (Reichsmarshall) Hermann Göring (marzo de 1935 - abril de 1945)
General Mariscal de campo (Generalfeldmarschall) Robert Ritter von Greim (abril de 1945)
Abwehr  –    Inteligencia Militar 
Contralmirante Conrad Patzig (1932-1935)
Vicealmirante Wilhelm Canaris (1935-1944)
Waffen-SS  –    Rama militar de élite del NSDAP, dependiente de las Shutzstaffel

## Organizaciones paramilitares
- Sturmabteilung (SA)
- Schutzstaffel (SS) 
  - Allgemeine SS
  - SS-Totenkopfverbände
  - Waffen SS
  - Germanische SS
- Volkssturm

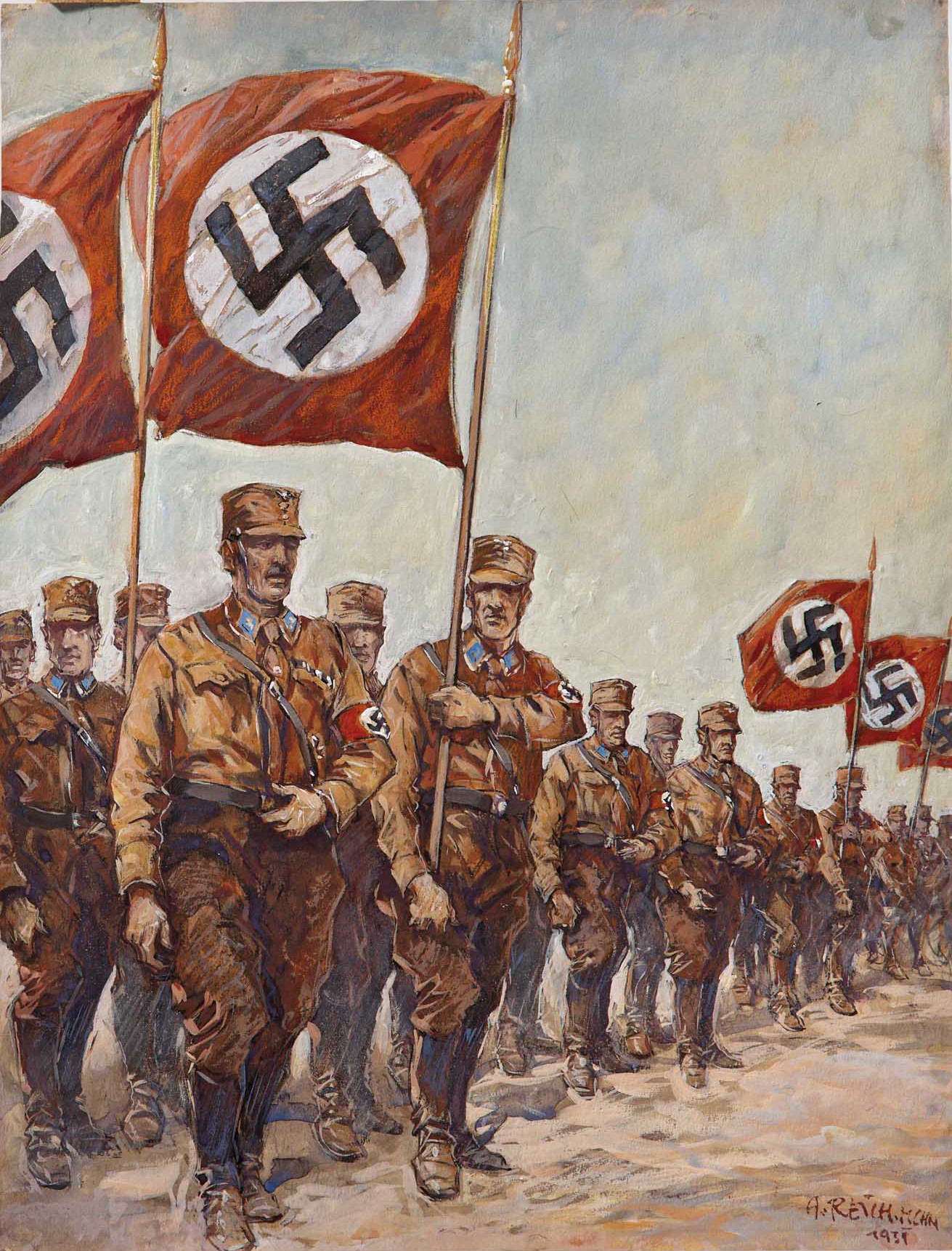
Las Sturmabteilung, también conocidas como «camisas pardas», además de servir como un cuerpo de protección del NSDAP contra sus enemigo, jugaron un papel importante en la llegada de Hitler y los nacionalsocialistas al poder durante la República de Weimar.

- Nationalsozialistisches Kraftfahrerkorps (NSKK)
- Nationalsozialistisches Fliegerkorps (NSFK)

## Policía nacional

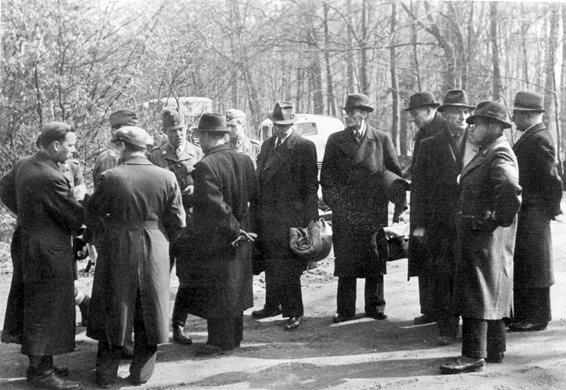
La famosa «Gestapo» fue la policía secreta del gobierno nacionalsocialista, encargada de investigar casos de terrorismo contra el Estado, sabotaje, espionaje, conspiración y traición.

Oficina Central de Seguridad del Reich (RSHA  –  Reichssicherheitshauptamt) Directores: Reinhard Heydrich y Ernst Kaltenbrunner
- Policía del Orden (Ordnungspolizei - Orpo) Kurt Daluege
  - Schutzpolizei - SiPo (Policía de seguridad)
  - Gendarmerie - GM (Policía Rural)
  - Gemeindepolizei - GemPo (Policía Local)
  - Luftschutzpolizei - LSP (Policía de Protección de Ataque Aéreo)
  - Feuerschutzpolizei - (Policía de Protección del Fuego)
- Policía de seguridad (Sicherheitspolizei - SiPo) Reinhard Heydrich
  - Geheime Staatspolizei (Gestapo) Rudolf Diels, Reinhard Heydrich y Heinrich Müller
  - Reichskriminalpolizei (KriPo) Arthur Nebey Friedrich Panzinger
- Servicio de seguridad (Sicherheitsdienst - SD) Reinhard Heydrich y Ernst Kaltenbrunner

## Organizaciones políticas

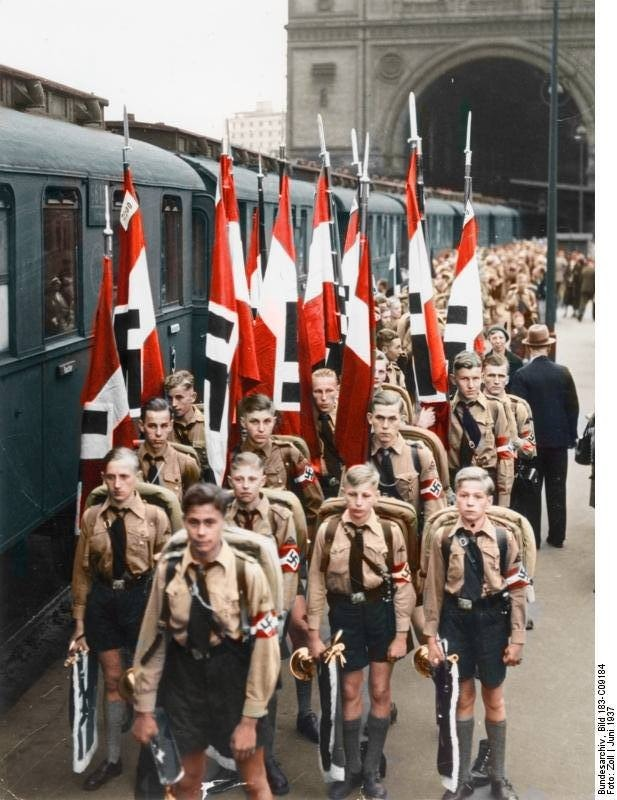
Las Juventudes Hitlerianas fueron el principal núcleo de adiestramiento de la juventud alemana durante el gobierno nacionalsocialista. La formación de hombres sanos, futuros soldados y mujeres procreadoras.

- Partido Nacionalsocialista de los Trabajadores Alemanes (abreviado NSDAP) 
  - Führer (Adolf Hitler)
  - Lugarteniente del Führer (Rudolf Hess)
  - Tesorero del partido (Franz Xaver Schwarz)
  - Presidente del Tribunal Supremo del Partido (Walter Buch)
  - Reichsleiter
  - Gauleiter
- Ahnenerbe
  - Lista de institutos de la Ahnenerbe

- Organizaciones juveniles 
  - Hitlerjugend - Juventudes Hitlerianas (para niños y jóvenes) Baldur von Schirach y Artur Axmann
  - Bund Deutscher Mädel  - Liga de Muchachas Alemanas (para niñas y mujeres jóvenes) Trude Mohr y Jutta Rüdiger
  - Deutsches Jungvolk - Jóvenes Alemanes (para niños y niñas de 6 a 8 años)
  - Glaube und Schönheit   - Sociedad "Fe y Belleza" (para mujeres jóvenes de 17 a 21 años) Jutta Rüdiger
  - Jungmädelbund - Liga de Chicas Jóvenes (para niñas entre 10 y 14 años)

## Organizaciones de servicios
- Deutsche Reichsbahn (Ferrocarril estatal) (Julius Dorpmüller)
- Reichspost (Servicio Postal del Estado) (Wilhelm Ohnesorge)
- Deutsches Rotes Kreuz (Cruz Roja Alemana) (Carlos Eduardo de Sajonia-Coburgo-Gotha)
- Nationalsozialistische Volkswohlfahrt (Bienestar Social Nacionalsocialista) (Erich Hilgenfeldt)

## Organizaciones religiosas
- Cristianos Alemanes
- Iglesia Evangélica Alemana

## Organizaciones académicas
- Liga Nacionalsocialista de Profesores Alemanes
- Liga Nacionalsocialista de Estudiantes Alemanes